# وته خیل
وته خیل (به انگلیسی: Watta Khel) یک منطقهٔ مسکونی در پاکستان است که در ناحیه میانوالی واقع شده‌است.